# Philippe Godding
Pour les articles homonymes, voir Godding.
Philippe Charles Godding, né le 10 janvier 1926 à Ekeren (province d'Anvers) et mort le 11 juillet 2013 à Bierges (Brabant wallon), est un juriste et historien du droit belge.
Il était membre depuis 1987 de l'Académie royale des sciences, des lettres et des beaux-arts de Belgique, dont il devint le président en 1997.
Ses publications concernent principalement l'histoire du droit belge et des institutions de ce pays. Il était considéré comme le meilleur représentant de sa génération de l'école historique belge d'histoire du droit fondée à l'Université d'État de Louvain.

## Biographie

### Famille
Il est le fils du ministre des Colonies Robert Godding et le père du jésuite Robert Godding, membre de la Société des Bollandistes.

### Formation
Il fut formé à l'Université libre de Bruxelles, où il obtint une licence en philosophie et lettres (histoire), le doctorat en droit (en 1950), ainsi que l'agrégation de l'enseignement supérieur en histoire du droit (en 1961). Sa thèse portait sur Le droit foncier à Bruxelles au Moyen Âge (publiée par l'Institut de Sociologie Solvay de l'Université libre de Bruxelles)

### Activité professionnelle
Il fut avocat au barreau de Bruxelles, puis magistrat entre 1953 et 1967. Ensuite il enseigna aux Facultés universitaires Saint-Louis et à l'Université catholique de Louvain, où il fut chargé des cours d'histoire du droit, de critique historique et d'histoire des institutions du Moyen Âge. Il fut le dernier doyen de sa faculté à Leuven et le premier à Louvain-la-Neuve.
Il fut membre également depuis le 27 avril 1987, de l'Académie royale des Sciences, des Lettres et des Beaux-Arts de Belgique, dont il devint président en 1997.
Il était également docteur honoris causa de l'Université d'Anvers.
Ses publications concernent principalement l'histoire du droit belge et des institutions de ce pays. Il s'est notamment intéressé aux Lignages de Bruxelles et a publié plusieurs contributions majeures à l'étude de ceux-ci. Il était considéré comme le meilleur représentant de sa génération de l'école historique belge d'histoire du droit fondée par Jean-Joseph Raepsaet (1750-1832) et par Warnkoenig (1794-1866) à l'Université d'État de Louvain.

## Publications

### Livres
- Le droit foncier à Bruxelles au Moyen Âge, Institut de Sociologie Solvay, Université Libre de Bruxelles, Bruxelles, 1960, 455 pages.
- La jurisprudence, Brepols, Turnhout, 1973 (Typologie des sources du Moyen Âge occidental, A-III-1).
- Le droit privé dans les Pays-Bas méridionaux du 12e au 18e siècle, Palais des Académies, Bruxelles, 1987 (Académie Royale de Belgique. Mémoires de la Classe des Lettres. Collection in-4°, 2e série, t. XIV, fasc. 1), 602 p.
- Bilan d'un historien du droit, Louvain-la-Neuve, 1991.
- Conseils et rencharges de la Haute Cour de Namur (1440-1488), Bruxelles, Commission Royale pour la publication des Anciennes Lois et Ordonnances de la Belgique, 1992.
- Chartes du Chapitre de Sainte-Gudule à Bruxelles 1047 - 1300, publication des travaux revus et corrigés de Placide Lefèvre, O. Praem., en collaboration avec Françoise Godding-Ganshof, Bruxelles, Editions Nauwelaerts et Louvain-la-Neuve, Collège Erasme, Recueil des travaux d'Histoire et de Philologie, 6e série, fascicule 45, 1993, 375 pages.
- Le Conseil de Brabant sous le règne de Philippe le Bon (1430-1467), Académie Royale de Belgique, Bruxelles, 1999 (Mémoire de la Classe des Lettres, Collection in-8°, 3e série, t. XIX), 610 p.
- Petite vie de Thomas More, Desclée de Brouwer, 2002.
- La législation ducale en Brabant sous le règne de Philippe le Bon (1430-1467), Académie Royale de Belgique, Classe des Lettres, Palais des Académies, Bruxelles, 2006,  (ISBN 978-2-8031-0230-3) , 139 pages.

### Articles
- « Actes relatifs au Droit régissant la propriété foncière à Bruxelles au Moyen Age », dans le Bulletin de la Commission Royale des Anciennes Lois et Ordonnances de Belgique, tome XVII, fascicule II, 1951, pp. 88 à 164.
- « Seigneurs fonciers bruxellois (ca. 1250-1450) », dans Cahiers bruxellois, 1959, p. 194-223 et 1960, p. 1-17 et 85-113.
- « La bourgeoisie foraine de Bruxelles du XIVe au XVIe siècle », dans Cahiers bruxellois, t. 7, 1962, p. 1-64.
- « Les aubergistes bruxellois au XVe siècle : hommes d'affaires et auxiliaires de la justice », dans Cahiers bruxellois, t. 35, 1997, p. 129-144.
- « Eugène Defacqz », dans Annales du Cercle royal d'histoire et d'archéologie d'Ath, tome 58, 2002, p. 360-375.